# Granville Island

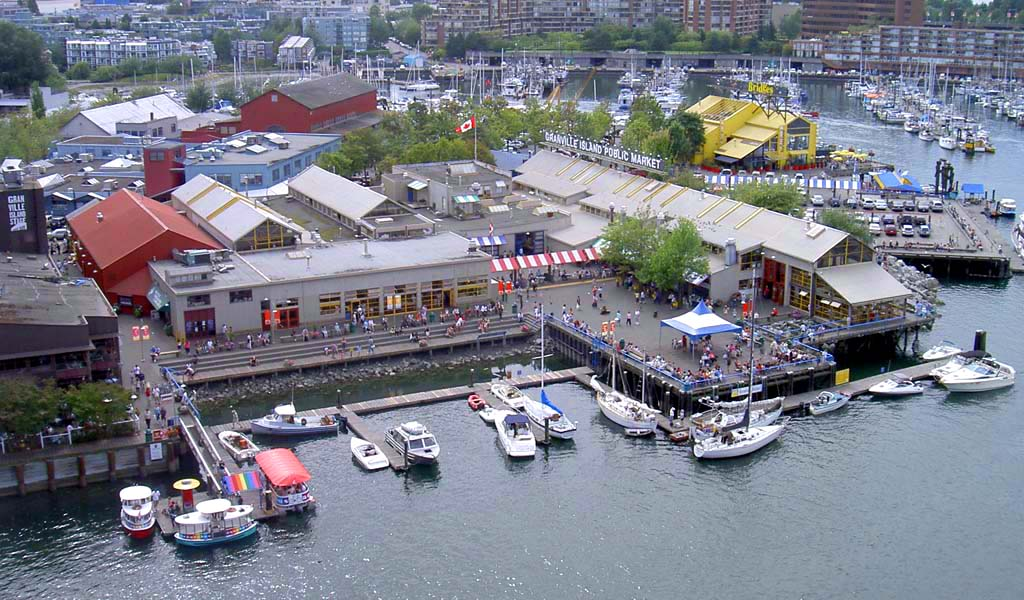
Portion nord-ouest de l'ìle ; le long toit gris recouvre un marché public

Granville Island est un petit quartier de Vancouver, situé au sud du pont Granville Street qui le relie au centre-ville. Il est situé sur l'île de False Creek.

## Histoire
Granville est l'ancien nom de Vancouver, qui fut renommée en 1886. L'ancien nom fut conservé par le quartier sillonné par la rue Granville.